# فهرست وزیران دادگستری ارمنستان
در زیر فهرست وزیران دادگستری ارمنستان از زمان تاسسیس این وزرات‌خانه در تاریخ ۲۸ مه ۱۹۱۸ درآورده شده است:

## نخستین جمهوری ارمنستان
| نگاره | نام وزیر              | حزب                    | پذیرش پست     | ترک پست       | نخست‌وزیری                         |
| ----- | --------------------- | ---------------------- | ------------- | ------------- | --------------------------------- |
|       | گریگور تر-پتروسیان    | فدراسیون انقلابی ارمنی | ۲۸ مه ۱۹۱۸    | ۴ نوامبر ۱۹۱۸ | هوهانس کاچازنونی                  |
|       | سامسون هاروتیونیان    | فدراسیون انقلابی ارمنی | ۴ نوامبر ۱۹۱۸ | بهار ۱۹۱۹     | هوهانس کاچازنونی                  |
|       | هاروتیون چمشکیان      | فدراسیون انقلابی ارمنی | ۲۷ آوریل ۱۹۱۹ | ۱۹۱۹          | هوهانس کاچازنونیآلکساندر خاتیسیان |
|       | آرشام خوندکاریان      | فدراسیون انقلابی ارمنی | ۱۹۱۹          | ۱۹۱۹          | آلکساندر خاتیسیان                 |
|       | آبراهام گیولخاندانیان | فدراسیون انقلابی ارمنی | ۱۰ اوت ۱۹۱۹   | بهار ۱۹۲۰     | آلکساندر خاتیسیانهامو اوهانجانیان |
|       | آرتاشس چیلینگاریان    | فدراسیون انقلابی ارمنی | ۵ مه ۱۹۲۰     | پاییز ۱۹۲۰    | هامو اوهانجانیانسیمون وراتسیان    |

## جمهوری شوروی سوسیالیستی ارمنستان
| نگاره | نام وزیر           | حزب                  | پذیرش پست | ترک پست | نخست‌وزیری                                                       |
| ----- | ------------------ | -------------------- | --------- | ------- | --------------------------------------------------------------- |
|       | سارگیس باغداساریان | حزب کمونیست ارمنستان | ۱۹۲۰      | ۱۹۲۱    |                                                                 |
|       | آرتاشس کارینیان    | حزب کمونیست ارمنستان | ۱۹۲۱      | ۱۹۲۱    |                                                                 |
|       | آلکساندر شاهوردیان | حزب کمونیست ارمنستان | ۱۹۲۱      | ۱۹۲۱    |                                                                 |
|       | زارمائیر آشرافیان  | حزب کمونیست ارمنستان | ۱۹۲۹      | ۱۹۲۷    |                                                                 |
|       | دانوش شاهوردیان    | حزب کمونیست ارمنستان | ۱۹۲۲      | ۱۹۲۳    | سارگیس لوکاشیان                                                 |
|       | لئون وارداپتیان    | حزب کمونیست ارمنستان | ۱۹۲۴      | ۱۹۲۷    | سارگیس لوکاشیانسارگیس هامبارتسومیان                             |
|       | زارمایر آشرافیان   | حزب کمونیست ارمنستان | ۱۹۲۷      | ۱۹۲۹    | سارگیس هامبارتسومیانساهاک در-گابریلیان                          |
|       | آرمناک هوسپیان     | حزب کمونیست ارمنستان | ۱۹۲۹      | ۱۹۲۹    | ساهاک در-گابریلیان                                              |
|       | سارگیس خانویان     | حزب کمونیست ارمنستان | ۱۹۲۹      | ۱۹۳۰    | ساهاک در-گابریلیان                                              |
|       | بتیک توروسیان      | حزب کمونیست ارمنستان | ۱۹۳۳      | ۱۹۳۶    | ساهاک در-گابریلیانآبراهام گولویان                               |
|       | آ. هوسپیان         | حزب کمونیست ارمنستان | ۱۹۳۶      | ۱۹۳۸    | آبراهام گولویانسارگیس هامبارتسومیاناستپان هاکوبیانآرام پیروزیان |
|       |                    | حزب کمونیست ارمنستان | ۱۹۳۸      | ۱۹۴۱    | آرام پیروزیان                                                   |
|       | گ. نازاریان        | حزب کمونیست ارمنستان | ۱۹۴۱      | ۱۹۴۸    | آرام پیروزیانآقاسی سارگسیان                                     |
|       | آغاسی کاراپتیان    | حزب کمونیست ارمنستان | ۱۹۵۱      | ۱۹۵۱    | ساهاک کاراپتیان                                                 |
|       | هایک مغاوریان      | حزب کمونیست ارمنستان | ۱۹۵۱      | ۱۹۵۹    | ساهاک کاراپتیانآنتون کوچینیان                                   |
|       | آرتاوازد گئورگیان  | حزب کمونیست ارمنستان | ۱۹۷۰      | ۱۹۸۵    | بادال مورادیانگریگوری آرزومانیانمارتیروسیان                     |
|       | آرمن آشرافیان      | حزب کمونیست ارمنستان | ۱۹۸۶      | ۱۹۸۶    | فادیی سارگسیان                                                  |

## جمهوری ارمنستان
| نگاره | نام وزیر          | حزب                     | پذیرش پست      | ترک پست       | نخست‌وزیری                                                      |
| ----- | ----------------- | ----------------------- | -------------- | ------------- | -------------------------------------------------------------- |
|       | واهه استپانیان    |                         | نوامبر ۱۹۹۰    | فوریه ۱۹۹۶    | وازگن مانوکیانگاگیگ هاروتیونیانخسرو هاروتیونیانهراند باگراتیان |
|       | مارات آلکسانیان   |                         | فوریه ۱۹۹۶     | ۱۹۹۸          | آرمن سارگسیانروبرت کوچاریان                                    |
|       | داویت هاروتیونیان | حزب جمهوری‌خواه ارمنستان | ۱۹۹۸           | مه ۲۰۰۷       | آرمن داربینیانوازگن سارگسیانآرام سارگسیانآندرانیک مارگاریان    |
|       | گوورگ دانیلیان    | حزب جمهوری‌خواه ارمنستان | مه ۲۰۰۷        | ۹ دسامبر ۲۰۱۰ | سرژ سرکیسیانتیگران سارگسیان                                    |
|       | هرایر توماسیان    | حزب جمهوری‌خواه ارمنستان | ۱۷ دسامبر ۲۰۱۰ | ۳ آوریل ۲۰۱۴  | تیگران سارگسیان                                                |
|       | هوهانس مانوکیان   | حزب جمهوری‌خواه ارمنستان | ۳۰ آوریل ۲۰۱۴  | ۱۴ ژوئیه ۲۰۱۵ | هوویک آبراهامیان                                               |
|       | آرپینه هوهانیسیان | حزب جمهوری‌خواه ارمنستان | ۴ سپتامبر ۲۰۱۵ | ۲۰۱۷          | هوویک آبراهامیانکارن کاراپتیان                                 |
|       | داویت هاروتیونیان | حزب جمهوری‌خواه ارمنستان | ۲۰۱۷           | ۲۰۱۸          | کارن کاراپتیان                                                 |
|       | آرتاک زینالیان    | حزب جمهوری              | ۱۲ مه ۲۰۱۸     | ۷ ژوئن ۲۰۱۹   | نیکول پاشینیان                                                 |
|       | روستام باداسیان   | مستقل                   | ۱۹ ژوئن ۲۰۱۹   | اوت ۲۰۲۱      | نیکول پاشینیان                                                 |
|       | کارن آندرئاسیان   | پیمان مدنی              | اوت ۲۰۲۱       | ۲۰۲۲          | نیکول پاشینیان                                                 |
|       | گریگور میناسیان   | مستقل                   | ۲۶ دسامبر ۲۰۲۲ | ۲ اکتبر ۲۰۲۴  | نیکول پاشینیان                                                 |
|       | سرپوهی گالیان     | مستقل                   | ۵ نوامبر ۲۰۲۴  |               | نیکول پاشینیان                                                 |